# Copa América 1963
De Copa America 1963 (eigenlijk Zuid-Amerikaans voetbalkampioenschap 1963, want de naam Copa América wordt pas vanaf 1975 gedragen) was een toernooi gehouden in Bolivia van 10 maart tot 31 maart 1963.
De deelnemende landen waren Argentinië Bolivia, Brazilië, Colombia, Ecuador, Paraguay en Peru.
Chili en Uruguay trokken zich terug. Venezuela deed niet mee.

## Deelnemende landen
| Land        | Aantal deelnames | Huidig aantal deelnames op rij | Vorige deelname |
| ----------- | ---------------- | ------------------------------ | --------------- |
| Argentinië  | 25ste            | 6                              | 1959 (E)        |
| Bolivia (g) | 9de              | 1                              | 1959 (A)        |
| Brazilië    | 20ste            | 5                              | 1959 (E)        |
| Colombia    | 5de              | 1                              | 1957            |
| Ecuador     | 11de             | 2                              | 1959 (E)        |
| Paraguay    | 19de             | 3                              | 1959 (E)        |
| Peru        | 15de             | 1                              | 1959 (A)        |

- (g) = gastland
- (t) = titelverdediger

## Speelsteden
| La Paz                                    | · La Paz Cochabamba |
| Estadio Hernando Siles Capaciteit: 51.000 | · La Paz Cochabamba |
|                                           | · La Paz Cochabamba |
| Cochabamba                                | · La Paz Cochabamba |
| Estadio Félix Capriles Capaciteit: 36.000 | · La Paz Cochabamba |

## Scheidsrechters
De organisatie nodigde in totaal 6 scheidsrechters uit voor 21 duels. Tussen haakjes staat het aantal gefloten duels tijdens de Copa América 1963.

## Eindstand
| Land       | Wed | Win | Gel | Ver | DV | DT | +/− | Pnt |
| ---------- | --- | --- | --- | --- | -- | -- | --- | --- |
| Bolivia    | 6   | 5   | 1   | 0   | 19 | 13 | +6  | 11  |
| Paraguay   | 6   | 4   | 1   | 1   | 13 | 7  | +6  | 9   |
| Argentinië | 6   | 3   | 1   | 2   | 15 | 10 | +5  | 7   |
| Brazilië   | 6   | 2   | 1   | 3   | 12 | 13 | –1  | 5   |
| Peru       | 6   | 2   | 1   | 3   | 8  | 11 | –3  | 5   |
| Ecuador    | 6   | 1   | 2   | 3   | 14 | 18 | –4  | 4   |
| Colombia   | 6   | 0   | 1   | 5   | 10 | 19 | –9  | 1   |

## Wedstrijden
Elk land speelde één keer tegen elk ander land. De puntenverdeling was als volgt:
- Twee punten voor winst
- Eén punt voor gelijkspel
- Nul punten voor verlies

|                                  |                                                |       |                                         |                                                                             |
| 10 maart 1963 «onderlinge duels» | Bolivia                                        | 4 – 4 | Ecuador                                 | Hernando Siles, La Paz Toeschouwers: 15.000 Scheidsrechter: Arturo Yamasaki |
| 10 maart 1963 «onderlinge duels» | López 16' Castillo 27' Alcócer 55' Camacho 80' |       | Raffo 30' Raymondi 44', 50' Bolaños 47' | Hernando Siles, La Paz Toeschouwers: 15.000 Scheidsrechter: Arturo Yamasaki |

|                                  |                                            |       |                        |                                                                                  |
| 10 maart 1963 «onderlinge duels» | Argentinië                                 | 4 – 2 | Colombia               | Félix Capriles, Cochabamba Toeschouwers: 18.000 Scheidsrechter: João Etzel Filho |
| 10 maart 1963 «onderlinge duels» | Zárate 3', 90' Fernández 11' Rodríguez 87' |       | Campillo 4' Aceros 37' | Félix Capriles, Cochabamba Toeschouwers: 18.000 Scheidsrechter: João Etzel Filho |

|                                  |            |       |      |                                                                                    |
| 10 maart 1963 «onderlinge duels» | Brazilië   | 1 – 0 | Peru | Félix Capriles, Cochabamba Toeschouwers: 18.000 Scheidsrechter: José Dimas Larrosa |
| 10 maart 1963 «onderlinge duels» | Flávio 16' |       |      | Félix Capriles, Cochabamba Toeschouwers: 18.000 Scheidsrechter: José Dimas Larrosa |

|                                  |                          |       |            |                                                                                    |
| 13 maart 1963 «onderlinge duels» | Peru                     | 2 – 1 | Argentinië | Félix Capriles, Cochabamba Toeschouwers: 10.000 Scheidsrechter: José Dimas Larrosa |
| 13 maart 1963 «onderlinge duels» | Tenemás 62' Gallardo 76' |       | Zárate 57' | Félix Capriles, Cochabamba Toeschouwers: 10.000 Scheidsrechter: José Dimas Larrosa |

|                                  |                                     |       |           |                                                                         |
| 14 maart 1963 «onderlinge duels» | Paraguay                            | 3 – 1 | Ecuador   | Hernando Siles, La Paz Toeschouwers: 15.000 Scheidsrechter: Luis Ventre |
| 14 maart 1963 «onderlinge duels» | Zárate 11' Cabrera 57' Quiñónez 82' |       | Raffo 32' | Hernando Siles, La Paz Toeschouwers: 15.000 Scheidsrechter: Luis Ventre |

|                                  |                                                                 |       |            |                                                                            |
| 14 maart 1963 «onderlinge duels» | Brazilië                                                        | 5 – 1 | Colombia   | Hernando Siles, La Paz Toeschouwers: 15.000 Scheidsrechter: Tomás Antruejo |
| 14 maart 1963 «onderlinge duels» | Flávio 7' Marco Antônio 31' Oswaldo 56' Flávio 82' Fernando 83' |       | Gamboa 85' | Hernando Siles, La Paz Toeschouwers: 15.000 Scheidsrechter: Tomás Antruejo |

|                                  |                  |       |           |                                                                                 |
| 17 maart 1963 «onderlinge duels» | Bolivia          | 2 – 1 | Colombia  | Félix Capriles, Cochabamba Toeschouwers: 18.000 Scheidsrechter: Arturo Yamasaki |
| 17 maart 1963 «onderlinge duels» | Alcócer 22', 40' |       | Botero 4' | Félix Capriles, Cochabamba Toeschouwers: 18.000 Scheidsrechter: Arturo Yamasaki |

|                                  |                       |       |           |                                                                          |
| 17 maart 1963 «onderlinge duels» | Peru                  | 2 – 1 | Ecuador   | Hernando Siles, La Paz Toeschouwers: 8.000 Scheidsrechter: Ovidio Orrego |
| 17 maart 1963 «onderlinge duels» | León 34' Mosquera 43' |       | Raffo 20' | Hernando Siles, La Paz Toeschouwers: 8.000 Scheidsrechter: Ovidio Orrego |

|                                  |                      |       |          |                                                                           |
| 17 maart 1963 «onderlinge duels» | Paraguay             | 2 – 0 | Brazilië | Hernando Siles, La Paz Toeschouwers: 8.000 Scheidsrechter: Tomás Antruejo |
| 17 maart 1963 «onderlinge duels» | Zárate 17' Ayala 83' |       |          | Hernando Siles, La Paz Toeschouwers: 8.000 Scheidsrechter: Tomás Antruejo |

|                                  |                                             |       |                         |                                                                             |
| 20 maart 1963 «onderlinge duels» | Paraguay                                    | 3 – 2 | Colombia                | Félix Capriles, Cochabamba Toeschouwers: 10.000 Scheidsrechter: Luis Ventre |
| 20 maart 1963 «onderlinge duels» | Eladio Zárate 10' Arambulo 50' Martinez 89' |       | Campillo 27' Gamboa 82' | Félix Capriles, Cochabamba Toeschouwers: 10.000 Scheidsrechter: Luis Ventre |

|                                  |                                   |       |                         |                                                                                 |
| 20 maart 1963 «onderlinge duels» | Argentinië                        | 4 – 2 | Ecuador                 | Félix Capriles, Cochabamba Toeschouwers: 20.000 Scheidsrechter: Arturo Yamasaki |
| 20 maart 1963 «onderlinge duels» | Savoy 34', 53', 90' Rodríguez 58' |       | Pineda 32' Palacios 49' | Félix Capriles, Cochabamba Toeschouwers: 20.000 Scheidsrechter: Arturo Yamasaki |

|                                  |                                    |       |                       |                                                                              |
| 21 maart 1963 «onderlinge duels» | Bolivia                            | 3 – 2 | Peru                  | Hernando Siles, La Paz Toeschouwers: 20.000 Scheidsrechter: João Etzel Filho |
| 21 maart 1963 «onderlinge duels» | Camacho 14' Alcócer 49' García 57' |       | Gallardo 40' León 80' | Hernando Siles, La Paz Toeschouwers: 20.000 Scheidsrechter: João Etzel Filho |

|                                  |              |       |              |                                                                         |
| 24 maart 1963 «onderlinge duels» | Peru         | 1 – 1 | Colombia     | Hernando Siles, La Paz Toeschouwers: 10.000 Scheidsrechter: Luis Ventre |
| 24 maart 1963 «onderlinge duels» | Gallardo 25' |       | González 33' | Hernando Siles, La Paz Toeschouwers: 10.000 Scheidsrechter: Luis Ventre |

|                                  |                                   |       |          |                                                                             |
| 24 maart 1963 «onderlinge duels» | Argentinië                        | 3 – 0 | Brazilië | Hernando Siles, La Paz Toeschouwers: 30.000 Scheidsrechter: Arturo Yamasaki |
| 24 maart 1963 «onderlinge duels» | Rodríguez 3' Savoy 33' Juárez 86' |       |          | Hernando Siles, La Paz Toeschouwers: 30.000 Scheidsrechter: Arturo Yamasaki |

|                                  |                         |       |          |                                                                                    |
| 24 maart 1963 «onderlinge duels» | Bolivia                 | 2 – 0 | Paraguay | Félix Capriles, Cochabamba Toeschouwers: 18.000 Scheidsrechter: José Dimas Larrosa |
| 24 maart 1963 «onderlinge duels» | Castillo 17' García 88' |       |          | Félix Capriles, Cochabamba Toeschouwers: 18.000 Scheidsrechter: José Dimas Larrosa |

|                                  |                 |       |                    |                                                                                    |
| 27 maart 1963 «onderlinge duels» | Brazilië        | 2 – 2 | Ecuador            | Félix Capriles, Cochabamba Toeschouwers: 20.000 Scheidsrechter: José Dimas Larrosa |
| 27 maart 1963 «onderlinge duels» | Oswaldo 5', 60' |       | Azón 84' Raffo 90' | Félix Capriles, Cochabamba Toeschouwers: 20.000 Scheidsrechter: José Dimas Larrosa |

|                                  |                                         |       |              |                                                                             |
| 27 maart 1963 «onderlinge duels» | Paraguay                                | 4 – 1 | Peru         | Félix Capriles, Cochabamba Toeschouwers: 20.000 Scheidsrechter: Luis Ventre |
| 27 maart 1963 «onderlinge duels» | Martínez 5', 25' Cabrera 45' Zárate 77' |       | Gallardo 70' | Félix Capriles, Cochabamba Toeschouwers: 20.000 Scheidsrechter: Luis Ventre |

|                                  |                                     |       |                    |                                                                             |
| 28 maart 1963 «onderlinge duels» | Bolivia                             | 3 – 2 | Argentinië         | Hernando Siles, La Paz Toeschouwers: 20.000 Scheidsrechter: Arturo Yamasaki |
| 28 maart 1963 «onderlinge duels» | Castillo 12' Blacut 32' Camacho 88' |       | Rodríguez 27', 34' | Hernando Siles, La Paz Toeschouwers: 20.000 Scheidsrechter: Arturo Yamasaki |

|                                  |                                         |       |                                    |                                                                                |
| 31 maart 1963 «onderlinge duels» | Ecuador                                 | 4 – 3 | Colombia                           | Hernando Siles, La Paz Toeschouwers: 15.000 Scheidsrechter: José Dimas Larrosa |
| 31 maart 1963 «onderlinge duels» | Raymondi 30' Raffo 37', 88' Bolaños 53' |       | Aceros 46' Botero 68' González 75' | Hernando Siles, La Paz Toeschouwers: 15.000 Scheidsrechter: José Dimas Larrosa |

|                                  |             |       |             |                                                                             |
| 31 maart 1963 «onderlinge duels» | Argentinië  | 1 – 1 | Paraguay    | Hernando Siles, La Paz Toeschouwers: 15.000 Scheidsrechter: Arturo Yamasaki |
| 31 maart 1963 «onderlinge duels» | Lallana 58' |       | Cabrera 33' | Hernando Siles, La Paz Toeschouwers: 15.000 Scheidsrechter: Arturo Yamasaki |

|                                  |                                                    |       |                                             |                                                                               |
| 31 maart 1963 «onderlinge duels» | Bolivia                                            | 5 – 4 | Brazilië                                    | Félix Capriles, Cochabamba Toeschouwers: 25.000 Scheidsrechter: Ovidio Orrego |
| 31 maart 1963 «onderlinge duels» | Ugarte 15', 58' Camacho 25' García 62' Alcócer 86' |       | Marco Antônio 26' Almir 28' Flávio 63', 66' | Félix Capriles, Cochabamba Toeschouwers: 25.000 Scheidsrechter: Ovidio Orrego |

|                    |
| Vlag van Bolivia   |
| BOLIVIA 1ste titel |

## Doelpuntenmakers
6 doelpunten
- Carlos Alberto Raffo

5 doelpunten
- Mario Rodríguez
- Máximo Alcócer
- Flávio Minuano

4 doelpunten
- Raúl Savoy
- Wilfredo Camacho
- Eladio Zárate
- Alberto Gallardo

3 doelpunten
- Roberto Héctor Zárate
- Ausberto García
- Fortunato Castillo

- Oswaldo Taurisano
- Enrique Raymondi

- Cecilio Martinez
- César Cabrera

2 doelpunten
- Víctor Ugarte
- Marco Antônio
- Alonso Botero

- Carlos Campillo
- Delio Gamboa
- Herman Aceros

- Jorge Bolaños
- Pedro Pablo León

1 doelpunt
- Ernesto Humberto Juárez
- Jorge Hugo Fernández
- Juan Carlos Lallana
- Ramiro Blacutt
- Renán López
- Almir Da Silva

- Fernando Consul
- Francisco González
- Héctor González
- Carlos Pineda
- Leonardo Palacios
- Néstor Azón

- Félix Arambulo
- Oppe Quiñónez
- Pelayo Ayala
- Enrique Tenemás
- Nemesio Mosquera

1916 · 
1917 · 
1919 · 
1920 · 
1921 · 
1922 · 
1923 · 
1924 · 
1925 · 
1926 · 
1927 · 
1929 · 
1935 · 
1937 · 
1939 · 
1941 · 
1942 · 
1945 · 
1946 · 
1947 · 
1949 · 
1953 · 
1955 · 
1956 · 
1957 · 
1959 · 
1959 · 
1963 · 
1967 · 
1975 · 
1979 · 
1983 · 
1987 · 
1989 · 
1991 · 
1993 · 
1995 · 
1997 · 
1999 · 
2001 · 
2004 · 
2007 · 
2011 · 
2015 · 
2016 ·
2019 ·
2021 ·
2024